# متحف الحضارات الآسيوية
متحف الحضارات الآسيوية (بالإنجليزية: Asian Civilisations Museum)‏ هو مؤسسة تشكل جزءًا من المتاحف الأربعة في سنغافورة، الثلاثة الأخرى هي متحف بيراناكان في مدرسة تاو نان القديمة ‏، ومتحف سنغافورة الوطني ومتحف سنغافورة للفنون.
من المتاحف الرائدة في المنطقة المتخصصة في الثقافات والحضارات الآسيوية. يتخصص المتحف في التاريخ المادي للصين، وجنوب شرق آسيا، وجنوب آسيا، وغرب آسيا، حيث تتبع المجموعات العرقية المتنوعة في سنغافورة أصولها.

## تاريخ
تم افتتاح المتحف لأول مرة في مبنى مدرسة تاو نان القديمة ‏ في 22 أبريل 1997 في شارع أرمينيان، مع المعروضات التي تركز بشكل كبير على الحضارة الصينية. مع ترميم مبنى إمبريس بليس ‏، أنشأ المتحف متحفه الرئيسي الجديد هناك في 2 مارس 2003، وسرعان ما وسع المجموعة لتشمل مناطق أخرى من آسيا. تم إغلاق فرع شارع أرمينيا للتجديدات في 1 يناير 2006 وأعيد افتتاحه في 25 أبريل 2008 كمتحف بيراناكان المتخصص في ثقافة البيراناكان.
في 16 سبتمبر 2006، أطلق المتحف رسمياً شعاره الجديد (متحف الحضارات الآسيوية !) . يُظهر الشعار موقع المتحف بجانب نهر سنغافورة. تسلط الصورة المنعكسة الضوء على المتحف كمكان للتأمل بينما يمثل اللون البرتقالي النشاط والطاقة.
في أواخر عام 2013، بعد إجراء عملية تغيير العلامة التجارية، أطلق المتحف شعاره الجديد (متحف سنغافورة في آسيا).
يوم 16 سبتمبر عام 2014، تم اختيار المتحف كأفضل متحف في سنغافورة والمرتبة التاسعة في آسيا من خلال جوائز اختيار المسافرين من تريب أدفيسور. كان يعتبر المتحف الوحيد في سنغافورة المصنف من بين أفضل 10 متاحف في آسيا.
في 15 نوفمبر 2015، كشف المتحف النقاب عن مساحاته الجديدة بعد أن بدأ تجديده في عام 2014. يتم تنفيذ التجديد على مراحل: تم الكشف عن المرحلة الأولى في 14 نوفمبر 2015. اكتملت المرحلة الثانية في أبريل 2016، مع مواصلة التحسينات.

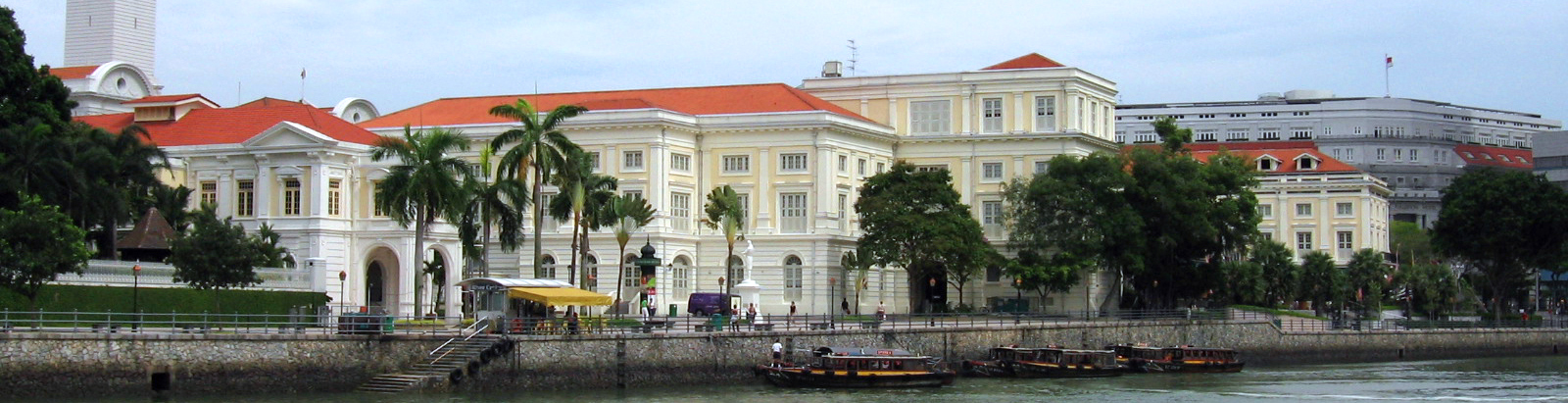
متحف الحضارات الآسيوية، إمبريس بليس

## المعارض

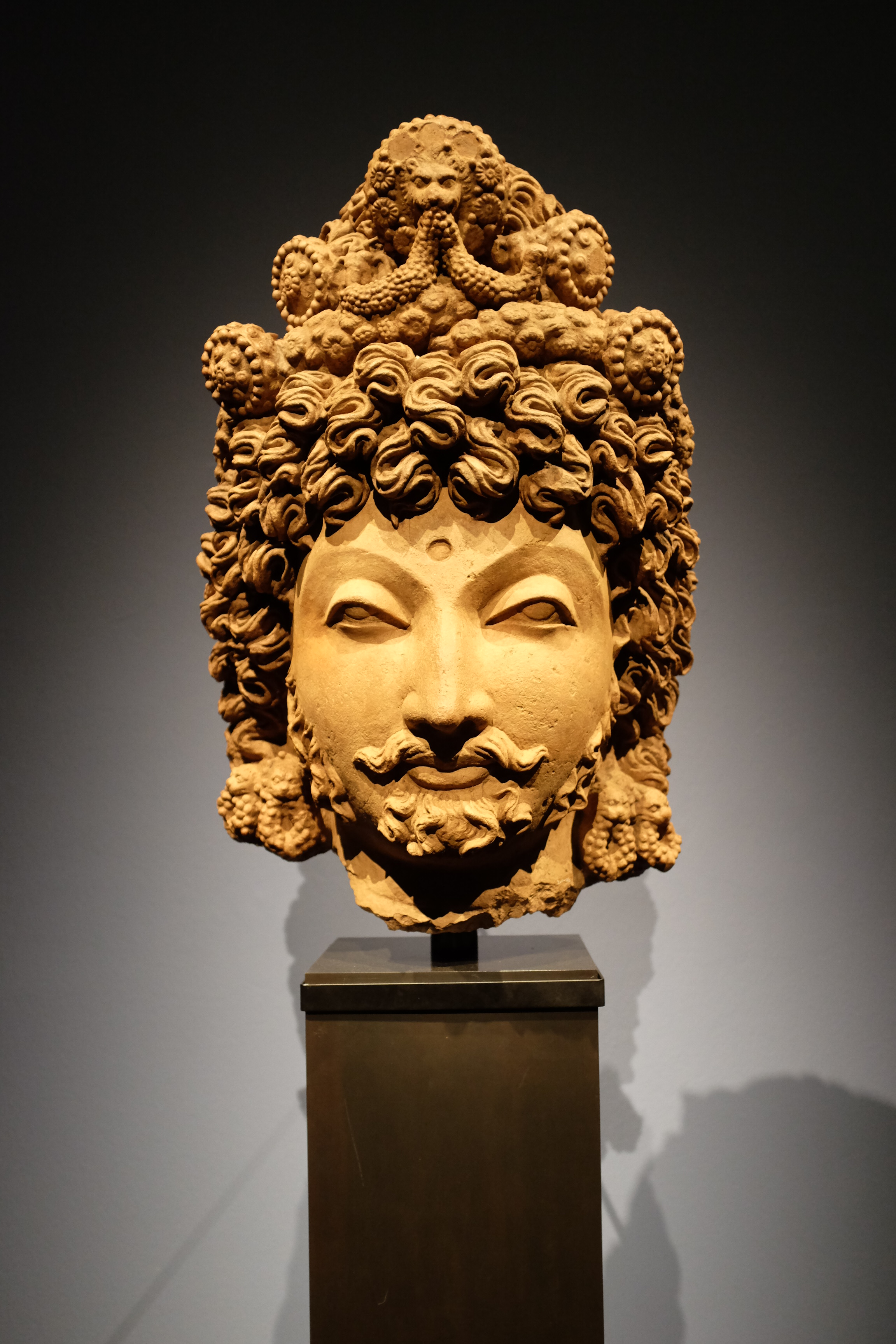
رأس بوديساتفا، مملكة غاندارا، القرن الرابع

يتم تمثيل المجموعة الصينية بأشكال خزفية مميزة من (Dehua) وتماثيل طاوية وبوذية وتصدير الخزف والخط وأمثلة أخرى من الفن الزخرفي.
تتميز معارض جنوب آسيا بتماثيل من مجموعة من الفترات، بما في ذلك تشولا البرونزية مثل تمثال أوما، زوجة شيفا وسوماسكاندا. يتم تمثيل الفن البوذي المبكر في الهند أيضًا بأعمال من مدارس ماثورا وغاندارا، بما في ذلك الحجر الرملي النادر ماثورا بوذا الذي يعود تاريخه إلى عصر كانيشكا، ورأس غاندارا بوداسف. تشمل المجالات الأخرى الجديرة بالملاحظة الأعمال الخشبية في جنوب الهند والبرونزيات النيبالية التبتية والمنسوجات والمنمنمات المتأخرة في العصور الوسطى والمطبوعات الاستعمارية.
مجموعات جنوب شرق آسيا واسعة النطاق وغنية بالمواد الإثنولوجية. تمثل الفن الأرستقراطي لجنوب شرق آسيا القديم تماثيل الخمير، ونحت المعبد الجاوي (بعضها معار من ليدن)، والفن البوذي لاحقًا من بورما / تايلاند وفن المعبد الصيني في فيتنام. يعتبر ذهب البيرانااني والمنسوجات والزخرفة القبلية والأقنعة المسرحية من نقاط القوة الأخرى للمجموعة.
معرض خو تيك بوات هو المقر الدائم للبضائع المستعادة من حطام سفينة بيليتونغ ‏، وهي سفينة تجارية غارقة من القرن التاسع كانت متجهة إلى إيران والعراق، واكتشفت في عام 1998 قبالة جزيرة بيليتونج في بحر جاوة. تضم الشحنة المستردة أكثر من 60.000 قطعة خزفية محفوظة جيدًا تم إنتاجها في الصين خلال عهد أسرة تانغ (618-907)، بالإضافة إلى قطع من الذهب والفضة.
تستخدم غرف معرض معينة أيضًا للمعارض المؤقتة. تضمن المعرض الأخير عرض أقنعة العصر البرونزي من سانشينغدوي، مقاطعة سيتشوان بالصين.
في 25 يونيو 2021، أطلق المتحف معرضًا بعنوان (#SGFASHIONNOW). يعد المعرض، الذي يعد تعاونًا بين مدرسة الأزياء في كلية لاسال للفنون واتحاد المنسوجات والأزياء (TaFF)، أول معرض يعرضه المتحف لعرض أزياء سنغافورة المعاصرة.

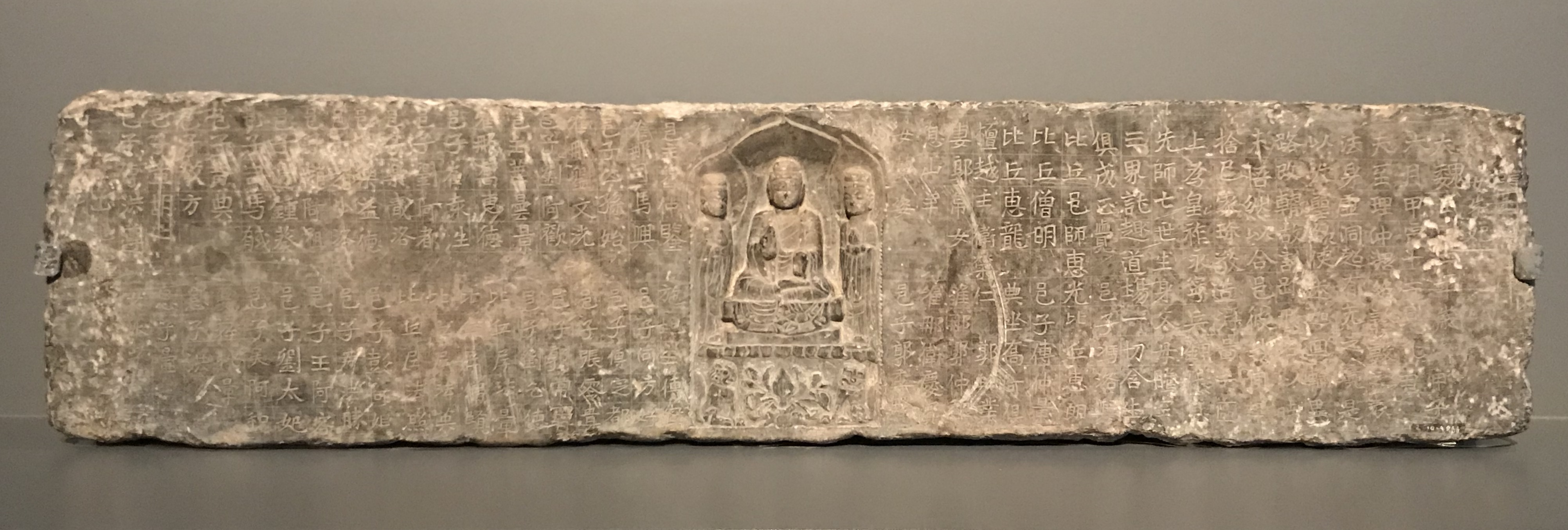
نصوص بوذية تعود ل

## الخدمات
يحتوي المتحف على مطعم إمبريس، يقدم الأطباق الصينية التقليدية في بيئة معاصرة، ومقهى خاص يقدم الطعام طوال اليوم. تتوفر قاعات احتفالات وقاعات للمناسبات. يحتوي متجر المتحف على هدايا تذكارية ومجموعة واسعة من الكتب عن الفن الآسيوي.